# ملعب 28 سبتمبر
ملعب 28 سبتمبر هو ملعب متعدد الاستخدام يقع في كوناكري عاصمة غينيا . غالبا ما يتم استخدامه لمباريات كرة القدم . يسع الملعب لجلوس 25 ألف متفرج .
سُمي بذلك الاسم لتخليد ذكرى الاستفتاء الفرنسي في 28 سبتمبر 1958 والذي أدى إلى استقلال غينيا.